# Proud Boys
Proud Boys (in sigla: POYB; lett. "Ragazzi orgogliosi") è un'organizzazione di estrema destra nordamericana fondata nel 2016 da Gavin McInnes. L'organizzazione è decentrata e composta principalmente da membri di sesso maschile. La fondazione dei Proud Boys è stata annunciata su un op-ed scritto da McIness e pubblicato sulla rivista di estrema destra Taki's Magazine. Da allora, il gruppo si è fatto portavoce di un'agenda politica libertaria di destra e occidentalista che si oppone a quella che percepisce come la soffocante "cultura della correttezza politica". Sebbene i Proud Boys non si identifichino ufficialmente come fascisti o razzisti, sono stati accusati di promuovere l'odio razziale e di nascondere le loro inclinazioni criptofasciste.
L'Anti-Defamation League (ADL) ha affermato che «mentre il gruppo può essere descritto come violento, nazionalista, islamofobico, transfobico e misogino, i suoi membri rappresentano una vasta gamma di origini etniche, e i suoi leader protestano con veemenza contro qualsiasi accusa di razzismo.» L'ADL ha inoltre evidenziato che il gruppo tende ad attrarre personalità del potere bianco e fanatici di ogni genere come membri.
I membri dell'organizzazione negli Stati Uniti hanno ingaggiato scontri violenti con fazioni di sinistra ed estrema sinistra, tra cui attivisti antifa e Black Lives Matter, e sono noti per agire come vigilantes da strada.. I Proud Boys sono stati definiti come un "gruppo d'odio generico" dal Southern Poverty Law Center (SPLC) e l'ADL ha definito l'organizzazione come estremamente conservatrice e affine all'alt-lite, nonché antisemita. I tentativi di classificazione del gruppo si è intensificato in seguito al raduno suprematista bianco Unite the Right avvenuto a Charlottesville, Virginia nell'agosto del 2017.
Enrique Tarrio, che si identifica come "afro-cubano", è il presidente dei Proud Boys dall'inizio del 2019. Il gruppo è noto per aver manifestato a fianco di noti estremisti, tra cui ex membri del partito neonazista Traditionalist Worker Party e militanti sionisti della Jewish Defense League. Inoltre, hanno partecipato a eventi organizzati dal Metropolitan Republican Club, dove Gavin McInnes è stato uno degli oratori principali.
Prima dell'assalto a Capitol Hill del 6 gennaio 2021, i Proud Boys hanno stretto un'alleanza con gli Oath Keepers. Questa collaborazione ha attirato l'attenzione degli investigatori, in quanto entrambi i gruppi sono indagati per cospirazione in relazione agli eventi che hanno avuto luogo quel giorno.
Rinomate personalità della destra politica statunitense, tra cui Roger Stone, Donald Trump Jr. e Mike Lindell, hanno partecipato a eventi con i Proud Boys per mostrare il loro sostegno alla rielezione di Donald Trump. In seguito agli scontri politici i Proud Boys sono stati banditi da Facebook, Instagram, Twitter e YouTube. Il 3 febbraio del 2021, il Dipartimento di Giustizia degli Stati Uniti ha imputato diversi membri del gruppo per cospirazione relativamente all'assalto a Capitol Hill del 6 gennaio.
Dal febbraio 2021 il Canada ha classificato i Proud Boys come gruppo terroristico portando la sezione canadese del gruppo allo scioglimento. Il 20 giugno 2021 la Nuova Zelanda ha inserito i Proud Boys nella sua lista delle entità terroristiche.

## Ideologia

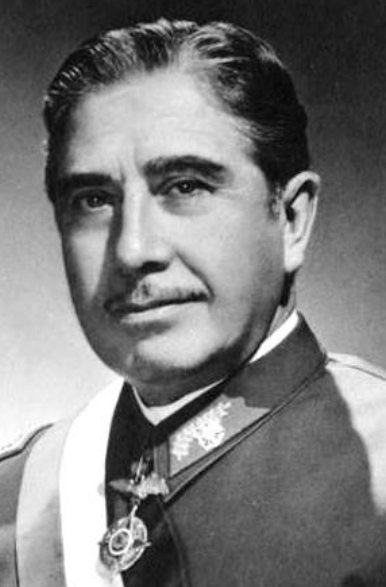
L'esaltazione del dittatore cileno Augusto Pinochet (1915–2006) è un tema ricorrente della politica dei Proud Boys.

I Proud Boys abbracciano una politica a favore delle "frontiere chiuse" e mirano a "ripristinare lo spirito dello sciovinismo occidentale" tra le loro convinzioni fondamentali. L'articolo introduttivo della rivista Proud Boy Magazine delinea tredici principi fondamentali, mescolando ideali patriottici e patriarcali con una retorica libertaria e antigovernativa. Questi principi includono il governo minimo, la massima libertà, l'opposizione al politicamente corretto, l'opposizione alla guerra alla droga, una politica anti-masturbazione, i limiti all'immigrazione, l'opposizione al senso di colpa razziale, l'anti-razzismo, la libertà di parola, i diritti di proprietà delle armi, la glorificazione dell'imprenditore, la "venerazione della casalinga" e il ripristino di ciò che i Proud Boys definiscono "lo spirito dello sciovinismo occidentale".
Secondo Vitolo-Haddad, i valori dei Proud Boys segnano la linea di demarcazione tra libertarismo di destra e fascismo. Il gruppo sostiene di opporsi alla tirannia del governo, ma i suoi valori riflettono "un'utopia libertaria che combina violenza, repressione delle donne e uno Stato dittatoriale in un'utopia tutta americana che emette forti risonanze fasciste", come descritto da Michael Orth. Il politologo Adolph Reed, Jr. sostiene che l'adozione da parte dei Proud Boys di un'estetica libertarian spesso promuove una politica autoritaria, rilevando ciò che per Reed è una contraddizione intrinseca del libertarismo di destra.
I Proud Boys utilizzano temi ripetuti legati al concetto di precarietà negativa, come spiegato da Paul Elliott Johnson. La percezione della realtà basata sulla precarietà dei maschi americani bianchi e della classe operaia, che si sentono a rischio di perdere il loro posto nella società a causa dei cambiamenti demografici e dei problemi di immigrazione. I membri del gruppo sono motivati dal desiderio di stabilire una superiorità politica, sociale o culturale come mezzo per realizzare un cambiamento sociale. Per Vitolo-Haddad, i Proud Boys si considerano impegnati in una "guerra civile morbida" in cui le linee di battaglia non sono tracciate dall'ideologia, ma dall'associazione e dall'identità. Questo sistema di credenze guida le loro azioni e li distingue da altri gruppi con ideologie simili. La preoccupazione dei Proud Boys per l'identità e l'associazione è indice di una più ampia tendenza sociale al tribalismo e sottolinea la necessità di un dialogo costruttivo e del rispetto reciproco. Micheal DeLuca afferma, invece, che i Proud Boys non esaminano le politiche neoliberali e attribuiscono invece alle donne il cambiamento del ruolo degli uomini nella società. Essi ritengono che le donne abbiano sfidato quello che considerano l'ordine naturale delle cose, che ha portato a una perdita di potere e di dominio per gli uomini.
Samantha Kutner, collaboratrice dell'International Centre for Counter-Terrorism (ICCT), ha sostenuto che il termine "sciovinismo occidentale" usato dai Proud Boys è in realtà un codice per la "teoria del complotto del genocidio bianco". Kutner ha anche descritto i Proud Boys come una "organizzazione suprematista bianca multirazziale". Questa interpretazione si basa sul concetto di whiteness derivato dalla critical race theory (CRT). Tuttavia, Emily Gorcenski del Political Research Associates ritiene che sia troppo semplicistico considerare i Proud Boys come un altro gruppo suprematista bianco. Gorcenski sostiene invece che i Proud Boys abbiano riempito il vuoto lasciato dall'alt-right e dal nazionalismo bianco manifesto, divenuto troppo tossico per i repubblicani mainstream dopo la tragedia di Charlottesville. Gorcenski ritiene che i Proud Boys siano diventati la gang di strada perfetta che il Partito Repubblicano può usare per continuare il suo antagonismo verso la politica di sinistra e per lanciare i progressisti come i veri "estremisti".
Alexandra Hall, giornalista investigativa del Wisconsin Center for Investigative Journalism, ha descritto i Proud Boys come un controverso "club di uomini libertari" che rifiuta il femminismo e abbraccia i "valori occidentali". Hall ha anche notato che i membri dei Proud Boys sono spesso coinvolti in scontri con gli antifa. Inoltre, Vitolo-Haddad, allora dottorando, ha accusato un possibile nuovo membro del capitolo del Wisconsin di diffondere provocazioni antisemite.
Gavin McInnes, il fondatore dei Proud Boys, ha dichiarato: "Amo essere bianco e penso che sia qualcosa di cui essere molto orgoglioso. Dobbiamo chiudere i confini ora e lasciare che tutti si assimilino a uno stile di vita occidentale, bianco e anglofono". Sebbene McInnes abbia pubblicamente negato qualsiasi associazione con il razzismo in passato, queste dichiarazioni sono state criticate come promotrici della supremazia bianca.
Secondo un bollettino di intelligence pubblicato dalla Defense Advanced Research Projects Agency (DARPA), i Proud Boys sono stati classificati come minaccia interna dal Dipartimento della Difesa (DoD) con la designazione "Patriot/militia extremism". Questa designazione riguarda i gruppi antigovernativi e/o antitasse ed è distinta dalla designazione "supremazia etnica/razziale", riservata esclusivamente alle organizzazioni razziste.

## Storia
Gavin McInnes ha cofondato la rivista Vice nel 1994, ma è stato escluso nel 2008 a causa di "differenze creative". Dopo aver lasciato, ha iniziato un ostinato percorso di avvicinamento ai margini di estrema destra della cultura americana, secondo un profilo del 2017 sul Canadian Globe and Mail. L'organizzazione Proud Boys è stata lanciata nel settembre 2016, sul sito web di Taki's Magazine, una pubblicazione di estrema destra per la quale un tempo il nazionalista bianco Richard B. Spencer era stato redattore esecutivo. Esisteva informalmente prima di allora come gruppo incentrato su McInnes, e il primo raduno delle persone di Brooklyn nel luglio 2016 ha provocato una rissa nel bar in cui si sono incontrati. Il nome deriva dalla canzone "Proud of Your Boy" originariamente scritta per il film Disney del 1992 Aladdin ma tralasciata a seguito dei cambiamenti della produzione prima di venir successivamente utilizzata nell'adattamento teatrale del 2011. Nella canzone il personaggio Aladdin si scusa con sua madre per essere un figlio cattivo e promette di renderla orgogliosa. McInnes interpretò la canzone come una scusa da parte di Aladdin per essere un ragazzo. Affermò di averla sentita per la prima volta mentre presenziava al recital musicale della scuola di sua figlia. Il testo della canzone, definito da McInnes "falso, umile e egoista", divenne un tema ricorrente nel suo podcast in cui definiva la canzone la più fastidiosa del mondo, seppur non riuscisse più a farne a meno di ascoltarla. 

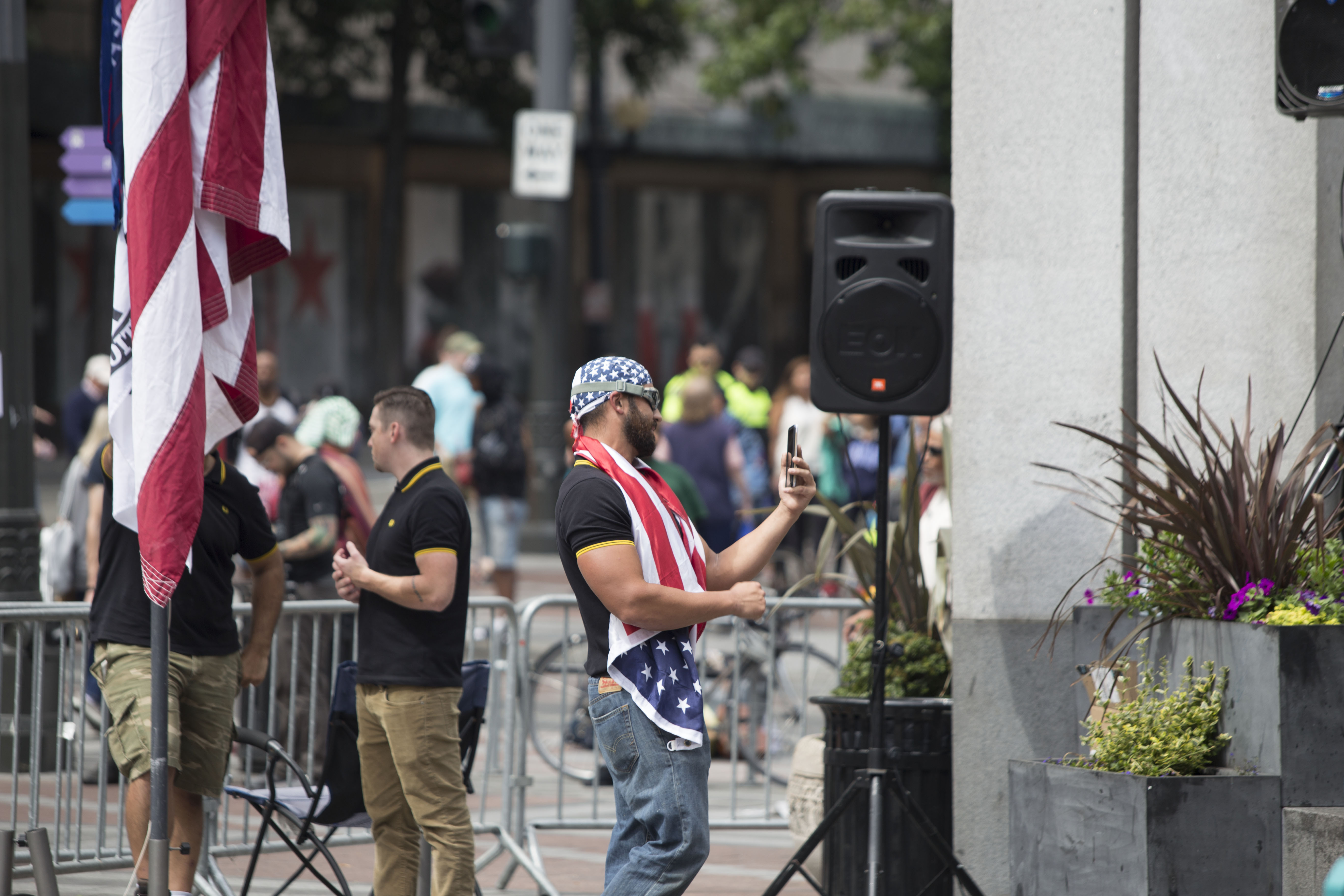
I Proud Boys accanto a Joey Gibson in un raduno del 2017 a Seattle

L'organizzazione è stata descritta come un gruppo di odio da parte del Southern Poverty Law Center (SPLC). Spencer, McInnes e i Proud Boys sono stati descritti come razzisti hipster da Vox e Media Matters for America. McInnes afferma che la mentalità vittimistica delle donne e di altri gruppi storicamente oppressi è malsana. Vede gli uomini bianchi e la cultura occidentale come "sotto assedio" e ha descritto le critiche alle sue idee come un esempio di colpevolizzazione della vittima. Le posizioni del gruppo riprendono elementi della teoria della cospirazione del genocidio bianco. Secondo l'Anti-Defamation League (ADL), il gruppo fa parte dell'alt-lite ed è "apertamente islamofobo". L'ADL riporta che ideologicamente, i membri sottoscrivono una serie sparpagliata di tropi libertari e nazionalisti, riferendosi a se stessi come gruppo anti-comunista, anti-politicamente corretto e anti-politica ma a favore della libertà di parola e del libero mercato". Nell'ottobre 2019, i membri della cittadina di Denver dei Proud Boys hanno marciato con membri del Patriot Front ed ex membri del neonazista Traditionalist Worker Party. Secondo l'ADL, "queste relazioni mostrano che i Proud Boys sono meno un club di bevitori filo-occidentale e più una banda di estrema destra". All'inizio del 2017, McInnes ha iniziato a prendere le distanze dall'alt-right, dicendo che quest'ultima è incentrata sul concetto di razza mentre il suo fulcro sarebbe il proprio concetto di "valori occidentali". Questo sforzo di rebranding si è intensificato dopo il Rally Unite the Right a Charlottesville. Nel 2018, McInnes affermò che i Proud Boys farebbero parte della alt-lite.

L'organizzazione glorifica la violenza politica contro il movimento Antifa e la sinistra, rievocando omicidi politici, indossando magliette che lodano gli omicidi di massa di Augusto Pinochet e partecipando direttamente ad azioni violente. Nell'aprile 2016, McInnes, il quale ha affermato di credere che la violenza sia "un modo davvero efficace per risolvere i problemi", ha detto: "Voglio la violenza, voglio pugni in faccia. Sono deluso dai sostenitori di Trump per la loro poca violenza fisica". Alla fine di novembre 2018, è stato riferito, sulla base di una nota interna dell'ufficio dello sceriffo nella contea di Clark, Washington, che l'FBI aveva classificato i Proud Boys come un gruppo estremista con legami con il nazionalismo bianco. Due settimane dopo, l'agente speciale in carica dell'ufficio dell'FBI dell'Oregon ha chiarito che l'FBI non intendeva designare l'intero gruppo, ma solo una parte dei membri del gruppo, attribuendo l'errore a una cattiva comunicazione. Durante la conferenza, l'FBI ha raccomandato di fare riferimento alle classificazioni sul gruppo da parte dell'SPLC e di altre agenzie esterne.

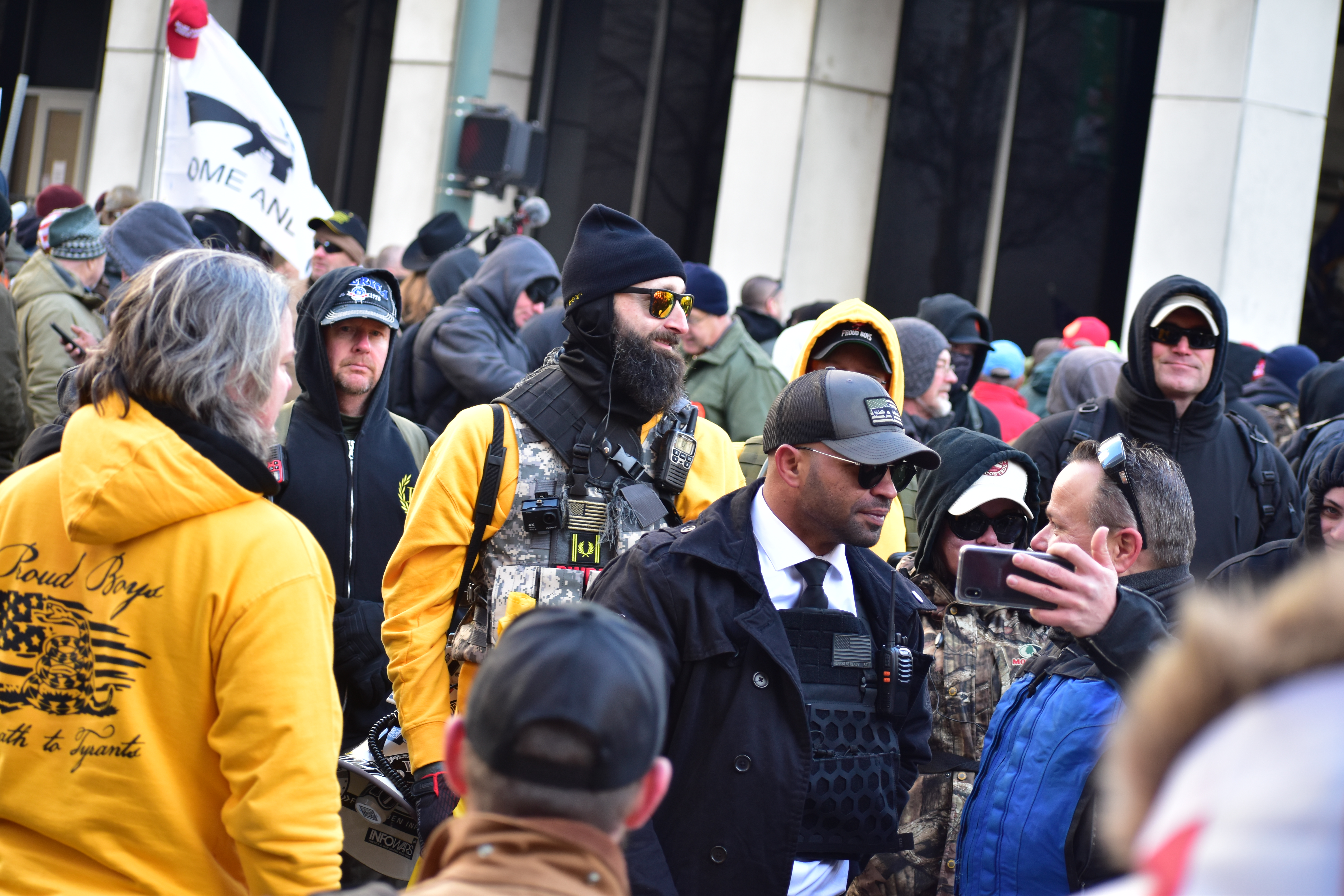
I Proud Boys a un raduno del II emendamento a Richmond

L'organizzazione si oppone al femminismo e all'emancipazione femminile e promuove gli stereotipi di genere in cui le donne sono sottomesse agli uomini. L'organizzazione ha un'ala ausiliaria di sole donne chiamata "Proud Boys' Girls" che sostiene la stessa ideologia. L'ADL afferma che i Proud Boys sono un "gruppo conservatore estremista". Secondo l'ADL, McInnes e i Proud Boys sono misogini che definiscono le donne "pigre" e "meno ambiziose" rispetto agli uomini. McInnes ha chiesto la "monogamia forzata" e ha criticato il femminismo definendolo "un cancro".
Enrique Tarrio, presidente del gruppo e direttore del gruppo Latinos For Trump dello stato della Florida, è membro dei Proud Boys, e ha affermato di avervi aderito in quanto attirato dalla retorica sui diritti degli uomini dell'organizzazione, dalla posizione anti-immigrati e dall'abbraccio della violenza come strumento politico. Ufficialmente, i Proud Boys condannano il razzismo, con Tarrio che afferma che il gruppo ha "regolamenti di vecchia data che proibiscono attività razziste, suprematiste bianche o violente". Tuttavia, l'ADL ha ritenuto che il gruppo abbia opinioni antisemite, islamofobiche e razziste, con il gruppo noto per minacciare, intimidire o aggredire violentemente i manifestanti antirazzisti. Il gruppo ha affermato che esiste una "superiorità intrinseca dell'Occidente", facendo di tutto per mascherare i legami dei membri con la supremazia bianca. L'ADL afferma che le "tattiche estreme e provocatorie dei Proud Boys, accoppiate con razzismo palese o implicito, islamofobia, antisemitismo e misoginia e il fatto che il gruppo sia così decentralizzato, incoerente e diffuso, suggerisce il gruppo dovrebbe essere motivo di grave preoccupazione".
I Proud Boys sono stati banditi da diverse piattaforme di social media come Facebook, Instagram, Twitter e YouTube. Nell'agosto 2018, Twitter ha chiuso l'account ufficiale del gruppo insieme all'account di McInnes in base alla sua politica contro i gruppi estremisti violenti. A quel tempo, la foto del profilo del gruppo mostrava un membro che prendeva a pugni un contro-manifestante. Facebook e Instagram hanno bandito il gruppo e McInnes nell'ottobre 2018. Nello stesso anno, YouTube ha bandito il fondatore dei Proud Boys per violazione del copyright nel dicembre 2018. Il 16 giugno 2020, Facebook ha annunciato di aver rimosso 358 account dalla sua piattaforma e 172 da Instagram che teneva legami con l'organizzazione.
I Proud Boys hanno partecipato a scontri violenti con il movimento black bloc antifa, esponenti di sinistra e socialisti, inoltre il membro espulso Jason Kessler ha organizzato il raduno Unite the Right a Charlottesville. I Proud Boys glorificano la violenza e il Southern Poverty Law Center (SPLC) ha definito il gruppo un "fight club di estrema destra" e classificato i Proud Boys come "gruppo di odio generico".
Nel 2019, due Proud Boys, John Kinsman e Maxwell Hare sono stati condannati a quattro anni di prigione per tentato assalto di gruppo e accuse per un incidente in cui hanno attaccato persone che erano attivisti antifa, a New York del 2018. In risposta alla decisione dei giudici, i Proud Boys hanno lanciato una campagna per scarcerare Kinsman.
Il fondatore Gavin McInnes che ha dichiarato: «Amo essere bianco e penso che sia qualcosa di cui essere molto orgoglioso. Dobbiamo chiudere i confini ora e lasciare che tutti si assimilino a uno stile di vita occidentale, bianco e anglofono», nonostante McInness abbia precedentemente negato pubblicamente ogni affiliazione con il razzismo.
Molti servizi di informazione hanno dichiarato che i Proud Boys sono stati descritti dalle organizzazioni di intelligence statunitensi come un gruppo estremista legato supremazia bianca, l'FBI in seguito ha chiarito che il riferimento non riguardava il gruppo in toto ma si riferiva solo ad una parte dei suoi membri.

## Attività ed eventi

### 2017–2018

#### New York University
Nel febbraio 2017, il fondatore dei Proud Boys Gavin McInnes è arrivato alla New York University per tenere un discorso, accompagnato da un gruppo di circa dieci Proud Boys. Tra i Proud Boys e i manifestanti antifa sono scoppiati dei piccoli tafferugli e la polizia di New York ha dichiarato che undici persone sono state denunciate. Un membro dei Proud Boys, che ha incoraggiato gli altri a combattere i "froci vestiti di nero che non ci lasciano entrare", è stato poi arrestato per aver preso a pugni un giornalista di DNAinfo.

#### Proteste di Berkeley
Durante il raduno di Trump del 4 marzo 2017 a Berkeley, in California, Kyle Chapman è stato registrato mentre colpiva alla testa un manifestante con un tassello di legno. Le immagini di Chapman sono diventate virali e i Proud Boys hanno organizzato una campagna di crowdfunding per la cauzione di Chapman dopo il suo arresto. In seguito, McInnes ha invitato Chapman a farsi coinvolgere dai Proud Boys, attraverso i quali ha formato l'Ordine Fraterno degli Alt-Knights.
Il 15 aprile 2017, a Berkeley, è stato organizzato un raduno di alt-right dalla Liberty Revival Alliance, che non ha chiesto né ricevuto un permesso, presenziato da membri dei Proud Boys, Identity Evropa (un gruppo neonazista statunitense) e degli Oath Keepers (un gruppo antigovernativo). Molte di queste persone hanno raggiunto Berkeley da altre parti del Paese e la manifestazione è stata controprotestata e sono scoppiate violenze che hanno portato all'arresto di 21 persone.

#### Convegno dell'American Israel Public Affairs Committee
Nel marzo 2017, un membro dei Proud Boys di nome Brandon Vaughan della sezione locale di Ottawa, in Canada, ha aggredito un professore universitario palestinese-americano durante un convegno dell'American Israel Public Affairs Commitee (AIPAC). I video dell'aggressione mostrano i membri dei Proud Boys combattere a fianco della Lega di Difesa Ebraica, un'organizzazione militante sionista.

#### Manifestazioni “March Against Sharia” (“Marcia contro la Sharia”)
I Proud Boys hanno spesso partecipato ai rally "March Against Sharia" del giugno 2017, organizzati dal gruppo islamofobico ACT for America. Durante queste manifestazioni erano presenti altre realtà facenti parte del "patriot movement": i Three Percenters e gli Oath Keepers.

#### Unite the Right rally
Nel giugno 2017, McInnes ha boicottato la manifestazione Unite the Right tenutasi a Charlottesville, in Virginia. Tuttavia, i Proud Boys erano presenti all'evento alt-right dell'agosto 2017, organizzato dal suprematista bianco Jason Kessler.
Kessler si era unito ai Proud Boys qualche tempo prima dell'organizzazione dell'evento. McInnes ha dichiarato di aver cacciato Kessler dopo che le sue opinioni sulla razza erano diventate chiare. Dopo il raduno, Kessler ha accusato McInnes di averlo usato come "capro espiatorio" e ha detto: "Stai cercando di fare il cuck e di salvarti il culo".

#### Interruzione della protesta dei popoli indigeni di Halifax
Il 1º luglio 2017, cinque membri delle Canadian Armed Forces (CAF) che si auto-identificavano come Proud Boys hanno interrotto una protesta organizzata da attivisti indigeni ad Halifax, in Nuova Scozia, presso la statua di Edward Cornwallis, il primo Luogotenente-Governatore della Nuova Scozia. Gli attivisti indigeni avevano già protestato in precedenza presso il sito e chiesto la rimozione della statua a causa delle azioni di Cornwallis contro i nativi, tra cui l'ordine di una taglia per gli scalpi dei Mi'kmaq. I Proud Boys portavano la Red Ensign canadese dell'epoca di Cornwallis e uno di loro ha detto ai manifestanti indigeni: "Voi state riconoscendo la vostra eredità e anche noi".

#### Proteste nel Nord-ovest Pacifico
I Proud Boys sono attivi da diversi anni nel Nord-ovest Pacifico degli Stati Uniti. A partire dal settembre 2017 e fino al 2018, i Proud Boys hanno partecipato a diversi raduni organizzati dal Patriot Prayer a Portland, Oregon, e nella vicina Vancouver, Washington. Nel giugno 2018 sono scoppiate violenze in occasione di due eventi, con cinque persone ricoverate in ospedale dopo che la marcia di destra del 30 giugno si è trasformata in una rivolta nel centro di Portland.

### 2018–2019

#### Say no to marxism rally
Nonostante i Proud Boys avessero condannato l'evento, nell'agosto 2018, il Northern California Regional Intelligence Center (NCRIC) ha sintetizzato un rapporto sulla raccolta di armi da parte di gruppi di destra prima di una manifestazione. La base dell'avvertimento è una chiamata di luglio da parte di un uomo al dipartimento di polizia di Berkeley, che esprimeva preoccupazione per una persona di sua conoscenza che si presumeva fosse un membro dei Proud Boys che stava "raccogliendo maschere, caschi e pistole e avrebbe fatto la guerra assoluta ai liberali a un evento previsto a Berkeley il 5 agosto 2018".

#### Metropolitan Republican Club
Il 12 ottobre 2018, McInnes ha tenuto un discorso al Metropolitan Republican Club di New York, a cui avrebbero partecipato i membri di un gruppo skinhead neonazista chiamato 211 Boot Boys. Dopo l'evento è scoppiata una rissa tra i Proud Boys e dei contromanifestanti, che ha portato all'arresto di 10 membri dei Proud Boys con accuse quali tentata aggressione, aggressione di gruppo e sommossa. Sono seguite condanne e pene detentive. Di fronte alle crescenti pressioni e alle minacce legali, McInnes ha annunciato in un video su YouTube che si sarebbe "ufficialmente dissociato" dai Proud Boys. Ha definito questa mossa un gesto legale che avrebbe "mostrato ai giurati che non hanno a che fare con una gang e che non c'è un capo delle operazioni".  In un'intervista del 2017, tuttavia, McInnes aveva proclamato: "Ho dato vita a questa gang chiamata Proud Boys" che si dedica alla violenza "per divertimento".
L'audience dell'evento è stata descritta dal New York Times come "uno spaccato della subcultura di estrema destra di New York: libertari, teorici della cospirazione e nazionalisti che si sono riuniti intorno alla loro opposizione all'Islam, al femminismo e alle politiche liberali."

#### Demand Free Speech rally
Il 6 luglio 2019 si è svolto un raduno dei Proud Boys chiamato Demand Free Speech nella Freedom Plaza e nel Pershing Park di Washington, con la partecipazione di circa 250 persone. McInnes, Laura Loomer e Milo Yiannopoulos sono apparsi, mentre l'ex consigliere di Trump Roger Stone e Jacob Wohl non hanno partecipato. Una contro-protesta e una festa da ballo dall'altra parte della strada hanno attirato più persone della manifestazione principale. La polizia ha dichiarato che ci sono stati solo lievi scontri tra l'estrema destra e gli antifa e non sono stati effettuati arresti.
Il candidato repubblicano Omar Navarro, sfidante perenne per il seggio al Congresso della deputata democratica Maxine Waters, si è ritirato dall'intervenire all'evento, twittando che la sua ex fidanzata DeAnna Lorraine, autodefinitasi "esperta di relazioni MAGA", lo aveva minacciato, facendo uso di cocaina e avendo rapporti sessuali con membri dei Proud Boys. In risposta ai tweet di Navarro, i Proud Boys hanno pubblicato un video con l'ex membro dello staff di InfoWars Joe Biggs e Ethan Nordean, protagonista di un video virale che lo ritrae mentre picchia un manifestante antifa, in cui "bandiscono" Navarro dai Proud Boys. Il presidente dei Proud Boys, Enrique Tarrio, ha descritto il gruppo come "favorevole alle droghe". Altri oratori previsti per il raduno, tra cui i promotori del Pizzagate Mike Cernovich e Jack Posobiec, avevano già cancellato la loro presenza per motivi non apparentemente legati alle accuse di Navarro.

#### Assalto al Campidoglio degli Stati Uniti d'America del 2021

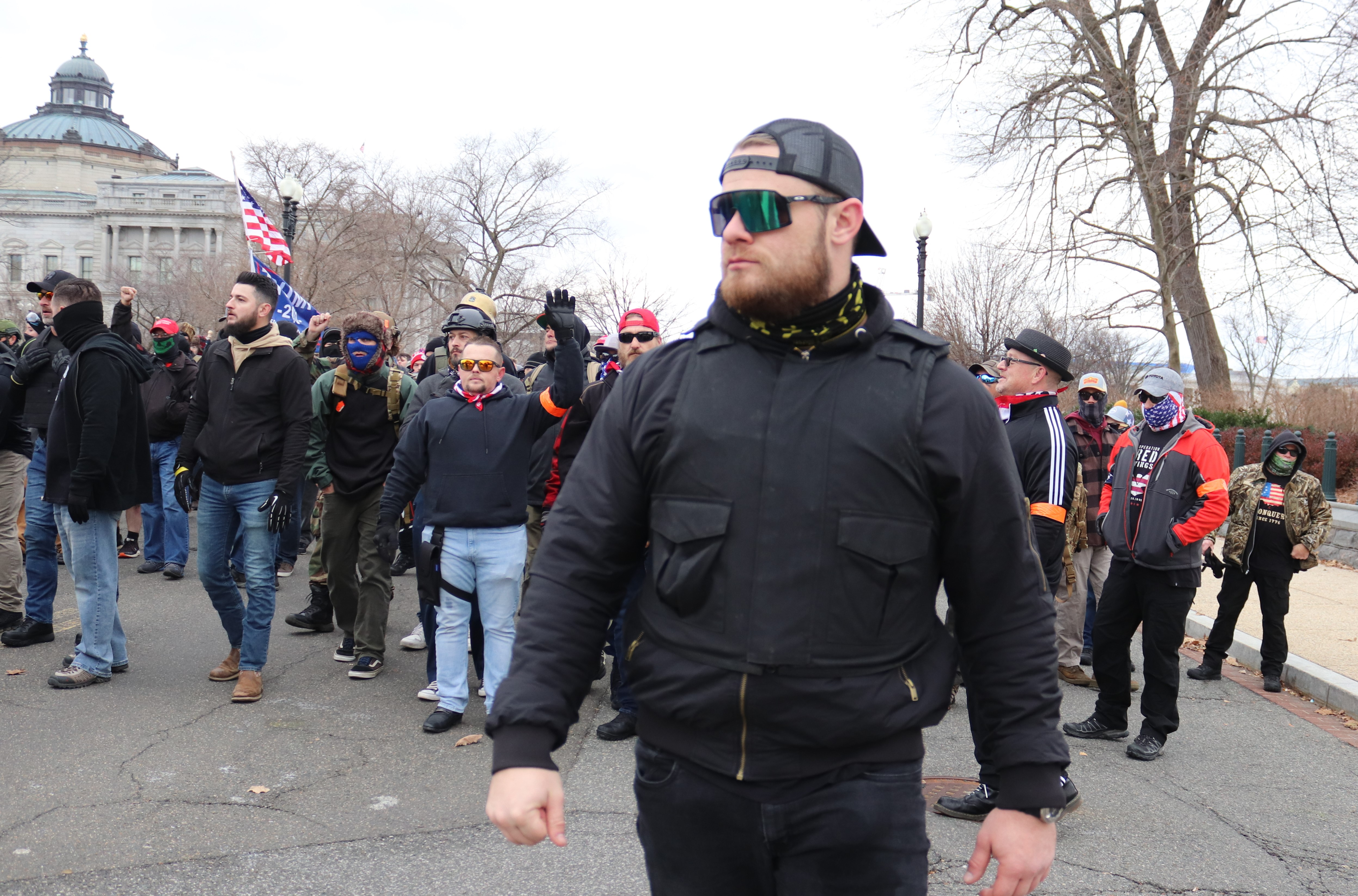
Ethan Nordean che partecipa alla manifestazione fuori dal Campidoglio

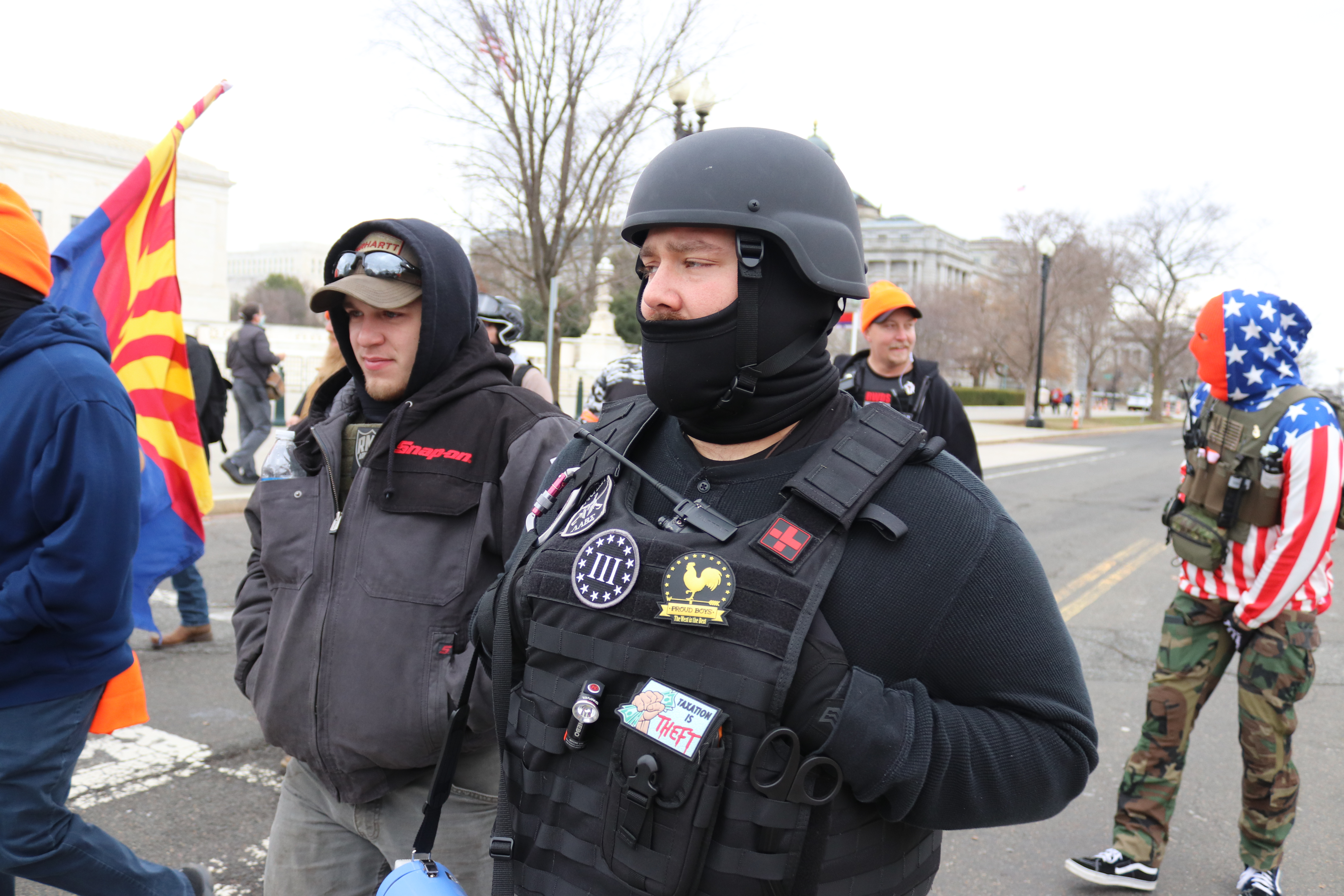
Un partecipante di Save America March. Si può notare la mostrina dei Proud Boys accompagnata dalle mostrine dei Three Percenters e del Partito Libertario figurante il motto anti-tasse: «Taxation is Theft».

Tre suoi membri – a seguito conferma espressa dalla FBI – sono sospettati di aver coordinato l'assalto al Campidoglio americano il 6 gennaio 2021 e di aver aizzato la folla in quella circostanza.

## Organizzazione

### Appartenenza
Secondo David Neiwert, i Proud Boys reclutano con enfasi maschi bianchi di destra tra i 15 ei 30 anni che provengono principalmente dai sobborghi e dalle periferie. I Proud Boys dicono di avere un processo di iniziazione che ha quattro fasi e include il nonnismo. La prima fase è un giuramento di fedeltà, sull'ordine di "Sono un orgoglioso sciovinista occidentale, mi rifiuto di chiedere scusa per aver creato il mondo moderno"; il secondo viene preso a pugni finché la persona non recita curiosità sulla cultura pop, come i nomi di cinque cereali per la colazione; il terzo è farsi un tatuaggio e accettare di non masturbarsi; e il quarto è impegnarsi in una grande battaglia "per la causa".
Il Daily Beast ha riferito nel febbraio 2018 che i Proud Boys hanno modificato le loro regole per vietare i pantaloncini cargo e l'uso di oppioidi e crystal meth. Tuttavia, lo stesso articolo menzionava che non erano state imposte restrizioni alla cocaina.
Nel luglio 2018, i Proud Boys LA avevano 160 membri e fino a 300 candidati in sospeso, secondo il presidente non identificato dei Proud Boys L.A.

#### Genere e sessualità
Apertamente contro ogni forma di femminismo, i Proud Boys non permettono alle donne né alle persone trans di unirsi al gruppo e il presidente dei Proud Boys L.A. ha detto al Los Angeles Times che il gruppo ammette esclusivamente "uomini biologici".
Secondo l'organizzazione, il loro giuramento di fedeltà include una dichiarazione che recita "Sono un orgoglioso sciovinista occidentale, mi rifiuto di chiedere scusa per aver creato il mondo moderno" seguita da una promessa di non masturbarsi. La politica sulla masturbazione è stata successivamente modificata: "nessun fratello eterosessuale della Fraternità si masturba più di una volta in un mese" e che ciò avvenga entro uno iarda di distanza da una donna e col suo consenso e "tutti i membri devono asternersi dalla pornografia". Secondo Samantha Kutner il gruppo accetta esclusivamente la concezione di una famiglia tradizionale in cui la donna è sottomessa all'uomo in base ai ruoli degli stereotipi di genere nonché l'astensione totale dal sesso prima del matrimonio. Samantha Kutner afferma anche che nel gruppo ci sia un ruolo centrale il culto dell'ultramascolinità e del mascolinismo corrispondente a rigidi ruoli gerarchici di genere condannando ogni forma di debolezza ed effeminatezza.

### Leadership del gruppo

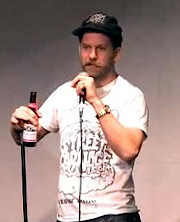
Gavin McInnes, fondatore dei Proud Boys

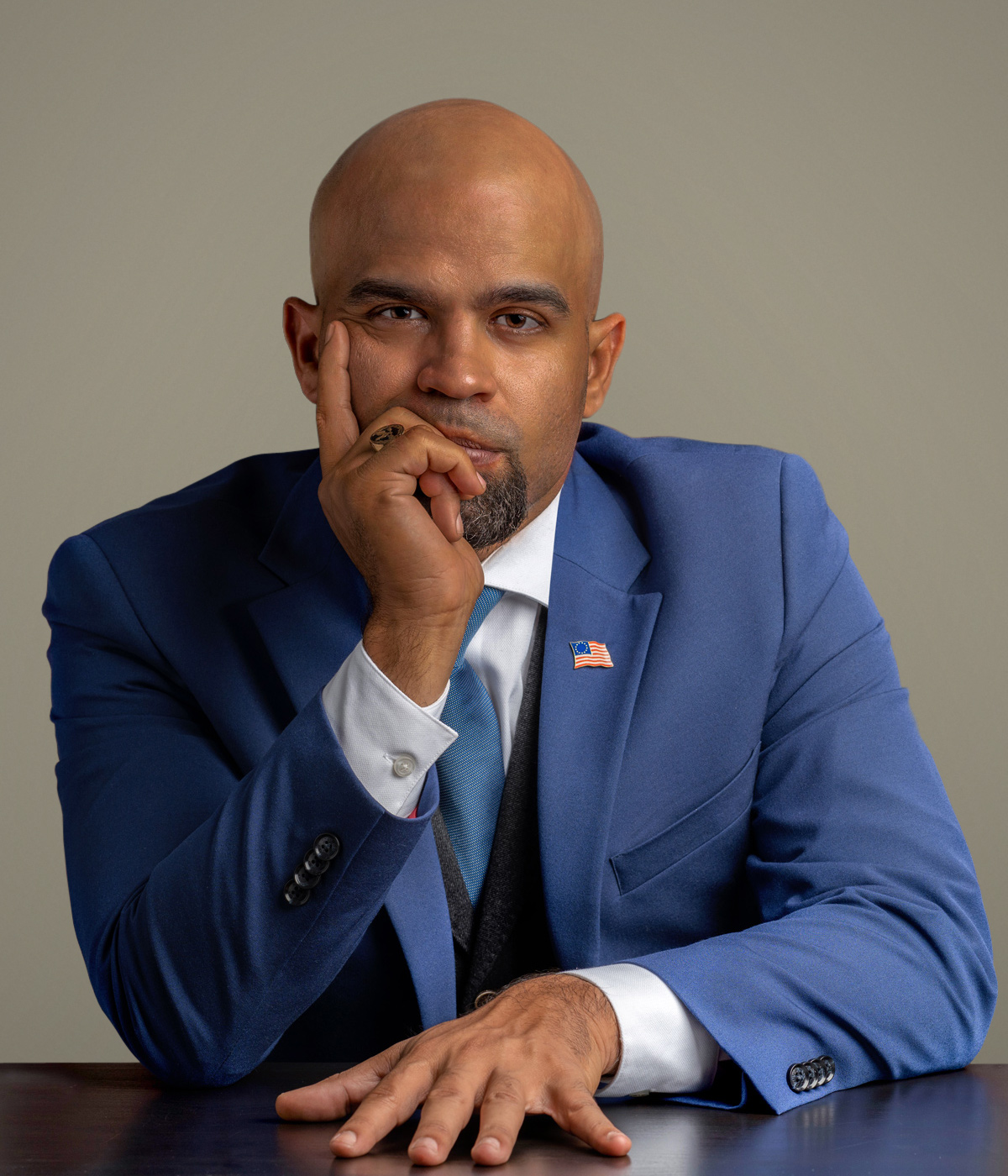
Enrique Tarrio, leader del gruppo

Gavin McInnes ha fondato il gruppo e ne è stato il leader. Dopo la designazione di un certo numero di membri dei Proud Boys come estremisti legati al nazionalismo bianco, McInnes disse che i suoi avvocati gli avevano consigliato che smettere di fumare avrebbe potuto aiutare i nove membri dei Proud Boys che sarebbero stati perseguiti per gli incidenti a Ottobre. Durante l'annuncio ha difeso il gruppo, ha attaccato i media che trattavano del caso, affermando inoltre che i nazionalisti bianchi non esistono.
A partire da novembre 2018, il gruppo ha nominato come suo leader come Enrique Tarrio, designato come presidente dell'organizzazione, e "Elder Chapter", che consiste di Harry Fox, Heath Hair, Patrick William Roberts, Joshua Hall, Timothy Kelly, Luke Rofhling e Rufio Panman. Jason Lee Van Dyke, che all'epoca era l'avvocato dell'organizzazione, era stato brevemente nominato presidente per sostituire Gavin McInnes quando lasciò il gruppo, ma l'organizzazione annunciò il 30 novembre che Van Dyke non era più associato con il gruppo a qualsiasi titolo, sebbene il suo studio legale detenga ancora i marchi Proud Boys ed è l'agente registrato per due dei capitoli del gruppo.
Nel dicembre 2018, è stato emesso un mandato di cattura per Van Dyke per la sua minaccia di morte a una persona che aveva precedentemente citato in giudizio. Sebbene McInnes avesse precedentemente affermato che qualsiasi membro noto dei Proud Boys che avesse partecipato al raduno di Unite the Right era stato espulso dall'organizzazione, il nuovo presidente Enrique Tarrio ha ammesso di aver preso parte all'evento, ma affermando di "aver avuto dubbi sul fiaccolata e non di non aver partecipato".
Nel novembre del 2020, l'attivista suprematista bianco Kyle Chapman, già fondatore del sottogruppo del Fraternal Order of Alt-Knights (FOAK) of the Proud Boys, ha affermato di voler riprendere il suo originario ruolo di presidente dei Proud Boys nonostante non siano mai emerse prove che Chapman abbia mai rivestito il ruolo di presidente del gruppo. Chapman ha inoltre affermato che il gruppo, il quale ha sempre ufficialmente negato di essere razzista, avrebbe esplicitamente affermato la propria dimensione suprematista bianca, e che il gruppo si sarebbe ribattezzato "Proud Goys", termine utilizzato da gruppi di estrema destra in contesti antisemiti. L'idea di prendere le redini del gruppo da parte di Chapman non ha avuto successo, e il nome Proud Goys non viene utilizzato all'infuori dei social media di Chapman..

#### Membri noti

##### Enrique Tarrio
Enrique Tarrio, residente a Miami, Florida, è stato arrestato e accusato di sette capi d'accusa derivanti dal suo presunto coinvolgimento nell'irruzione nel Campidoglio degli Stati Uniti il 6 gennaio 2021. Tarrio, ex presidente nazionale dei Proud Boys, è accusato insieme ai leader dei Proud Boys Joseph Biggs, Ethan Nordean, Zachary Rehl e Charles Donohoe, oltre a Dominic Pezzola, di aver rotto una finestra esterna del Campidoglio con uno scudo antisommossa rubato durante gli eventi del 6 gennaio. L'accusa sostiene che Tarrio ha svolto un ruolo centrale nella cospirazione dei Proud Boys per recarsi al Campidoglio il 6 gennaio e infine fare irruzione nell'edificio come parte di sforzi più ampi per ostacolare il processo congressuale. Il 4 gennaio 2021, Tarrio è stato arrestato a Washington D.C. e accusato di possesso di due caricatori di grande capacità e di distruzione di proprietà a seguito del furto e dell'incendio di uno striscione Black Lives Matter dalla Asbury United Methodist Church di Washington D.C. nel dicembre 2020. Dopo aver lasciato Washington D.C. in seguito al suo arresto, Tarrio avrebbe continuato a comunicare con la leadership dei Proud Boys nella loro pianificazione operativa per ostacolare il processo congressuale del 6 gennaio 2021.

##### Micajah Jackson
Un giudice federale del Distretto di Columbia ha condannato Micajah Jackson, un venticinquenne residente a Laveen, Arizona, a 36 mesi di libertà vigilata per aver sfilato, manifestato o picchettato in un edificio del Campidoglio. Jackson, che in precedenza si era dichiarato colpevole di un unico capo d'accusa, è stato fotografato mentre marciava verso il Campidoglio degli Stati Uniti con un gruppo di Proud Boys autoidentificatisi il 6 gennaio 2021, compresa la leadership dei Proud Boys. Numerosi screenshot provenienti dalle telecamere a circuito chiuso del Campidoglio e dai livestream. Capitol e dai livestream di quel giorno mostrano Jackson sul terreno riservato del Campidoglio e mentre entra nell'edificio del Campidoglio stesso. stesso. I post di Jackson sui social media all'indomani del 6 gennaio sostenevano che stava affrontando un'indagine guidata dalla "persecuzione politica", negando di essere un sostenitore dei Proud Boys o la sua ideologia, e ha affermato di avere prove che dimostrano "BLM, Antifa, poliziotti di Washington e estremisti non affiliati a Trump hanno causato il caos". Jackson è stato accusato nel maggio 2021, e si è dichiarato colpevole nel marzo 2022.

##### Jeffrey Finley
Jeffrey Finley, un 29enne residente a Martinsburg, West Virginia, si è dichiarato colpevole nel Distretto di Columbia di essere entrato e rimasto in un edificio o in un'area riservata in relazione alla sua condotta al Campidoglio degli Stati Uniti il 6 gennaio 2021. Le prove presentate dal governo mostrano Finley, presidente di una sezione dei Proud Boys della Virginia Occidentale, marciare insieme ad altri Proud Boys mentre la folla abbatte le barricate e si sposta nell'area riservata del Campidoglio.
Finley ha seguito i leader dei Proud Boys, tra cui Ethan Nordean e Zachary Rehl, mentre il gruppo si spostava sulla terrazza superiore ovest del Campidoglio. Finley è entrato nel Campidoglio e ha scattato delle foto con i membri della sezione di Philadelphia dei Proud Boys prima di uscire dall'edificio e lasciare il Campidoglio. Finley è stato arrestato e accusato nel marzo 2021.

##### Ricky Willden
Ricky Willden, un 39enne residente a Oakhurst, California, si è dichiarato colpevole nel Distretto di Columbia di aver aggredito, di aver aggredito, resistito o ostacolato alcuni agenti, in relazione alla sua condotta al Campidoglio degli Stati Uniti il 6 gennaio 2021. Willden, autoproclamatosi membro dei Proud Boys, ha ammesso di essere stato presente in un'area ristretta del Campidoglio con una piccola bomboletta verde che conteneva un irritante chimico verde che conteneva un irritante chimico. Mentre si trovava nei pressi delle porte East Columbus dell'edificio del Campidoglio, Willden ha spruzzato l'irritante chimico agli agenti della polizia capitolina, prima di lanciare la bomboletta contro gli agenti. Willden sarebbe poi entrato nell'edificio del Campidoglio, entrando nella Rotonda e uscendo poco dopo. Willden è stato arrestato e incriminato nel giugno 2021.

##### Charles Donohoe

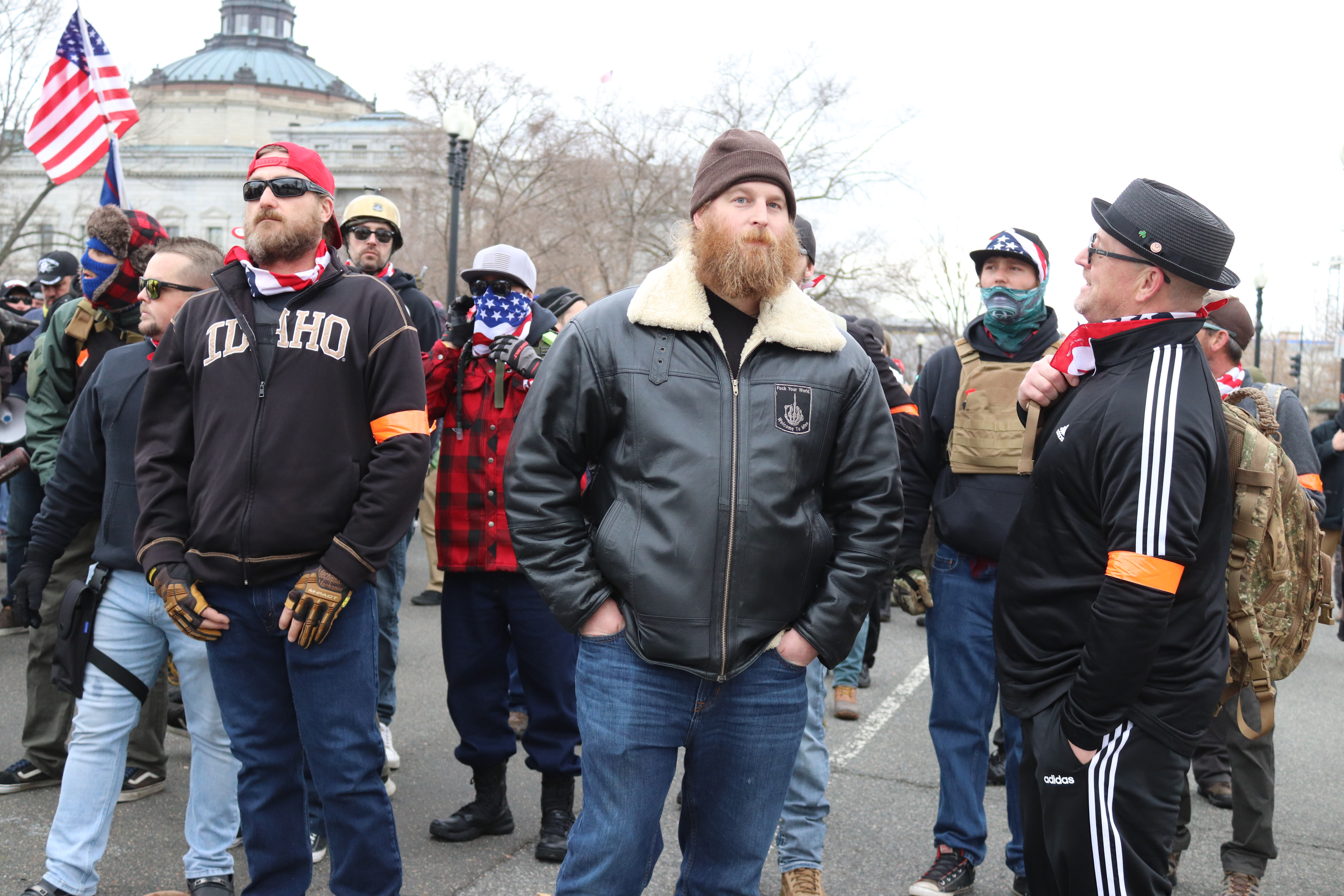
Charles Donohoe (centro) con altri manifestanti vicino al Campidoglio.

Charles Donohoe, un 33enne residente a Kernersville, North Carolina, si è dichiarato colpevole nel Distretto di Columbia di aver cospirato per ostacolare un procedimento ufficiale e di aver aggredito, resistito o ostacolato alcuni agenti. Donohoe, presidente della sezione locale dei Proud Boys in North Carolina, è un membro di quarto grado dei Proud Boys, il più alto "grado" all'interno dell'organizzazione.
Nell'atto di patteggiamento, Donohoe ha ammesso di aver complottato con i vertici dei Proud Boys - tra cui i coimputati Enrique Tarrio, Ethan Nordean e Joe Biggs - di mobilitare i Proud Boys verso il Campidoglio degli Stati Uniti il 6 gennaio 2021, per impedire la certificazione del voto del Collegio Elettorale.
L'accordo di patteggiamento di Donohoe e la sua dichiarazione di reato di Donohoe dimostrano l'ampia pre-pianificazione che è avvenuta ai più alti livelli della gerarchia dei Proud Boys per organizzare e condurre le operazioni del 6 gennaio. L'accordo di patteggiamento di Donohoe rileva anche esplicitamente che le sue azioni sul aree riservate del Campidoglio il 6 gennaio, comprese le interazioni e le comunicazioni con i Proud Boys e co-cospiratori come Dominic Pezzola, sono state intraprese con l'obiettivo dichiarato di impedire la certificazione del voto del Collegio Elettorale.

##### Timothy O’Malley
Timothy O'Malley, un 63enne residente a Fort Walton Beach, Florida, è stato condannato nel Distretto di Columbia a 24 mesi di libertà vigilata per la sua condotta illegale al Campidoglio il 6 gennaio 2021. O'Malley, un membro autodefinito dei Proud Boys che si è dichiarato colpevole nel dicembre 2021 di aver sfilato, manifestato o picchettato in un edificio del Campidoglio.  Ha ammesso di essersi recato al Campidoglio dalla Florida per protestare contro la certificazione del Collegio elettorale da parte del Congresso. Il 6 gennaio O'Malley, indossando un casco da softball con una protezione per il viso ornata da un adesivo con la scritta "Trump è il mio presidente", è entrato in un edificio riservato del Campidoglio e si è filmato mentre entrava illegalmente nell'edificio del Campidoglio. Mentre all'interno, O'Malley era in testa a un gruppo di rivoltosi che ha affrontato una fila di agenti di polizia che tentavano di impedire alla folla di entrare dentro l'edificio del Campidoglio. O'Malley è stato arrestato e accusato nel giugno 2021.

##### Barry Ramey
Barry Ramey, un 38enne residente a Plantation, Florida, è stato arrestato e accusato nel Distretto di Columbia di aggressione, resistenza o intralcio agli agenti con un'arma pericolosa, disordine civile, violenza fisica in un edificio o terreno riservato con un'arma pericolosa e reati correlati, derivanti dalla sua condotta al Campidoglio degli Stati Uniti il 6 gennaio 2021.
I documenti del tribunale affermano che Ramey era presente sul terreno del Campidoglio e ha usato uno spray al peperoncino contro le forze dell'ordine su una scala esterna dell'edificio del Campidoglio. Ramey è stato inizialmente identificato come il come il proprietario di un telefono cellulare che si trovava in un'area ristretta del Campidoglio. Il numero corrispondeva alle informazioni contenute in un elenco dei Proud Boys della Florida meridionale, ottenuto dalle forze dell'ordine grazie a diverse fonti anonime. Dopo gli eventi del 6 gennaio, le forze dell'ordine hanno tentato di interrogare Ramey in Florida, e un agente speciale dell'FBI ha lasciato un biglietto da visita con il suo contatto.
I documenti del tribunale riportano che questo agente ha ricevuto una serie di chiamate e messaggi nell'aprile del 2022, che si ritiene siano stati fatti da Barry Ramey, e che includevano informazioni private sensibili informazioni private sensibili riguardanti l'indirizzo di casa dell'agente e l'indirizzo VIN di un veicolo precedentemente posseduto dall'agente.

##### Luis Enrique Colon

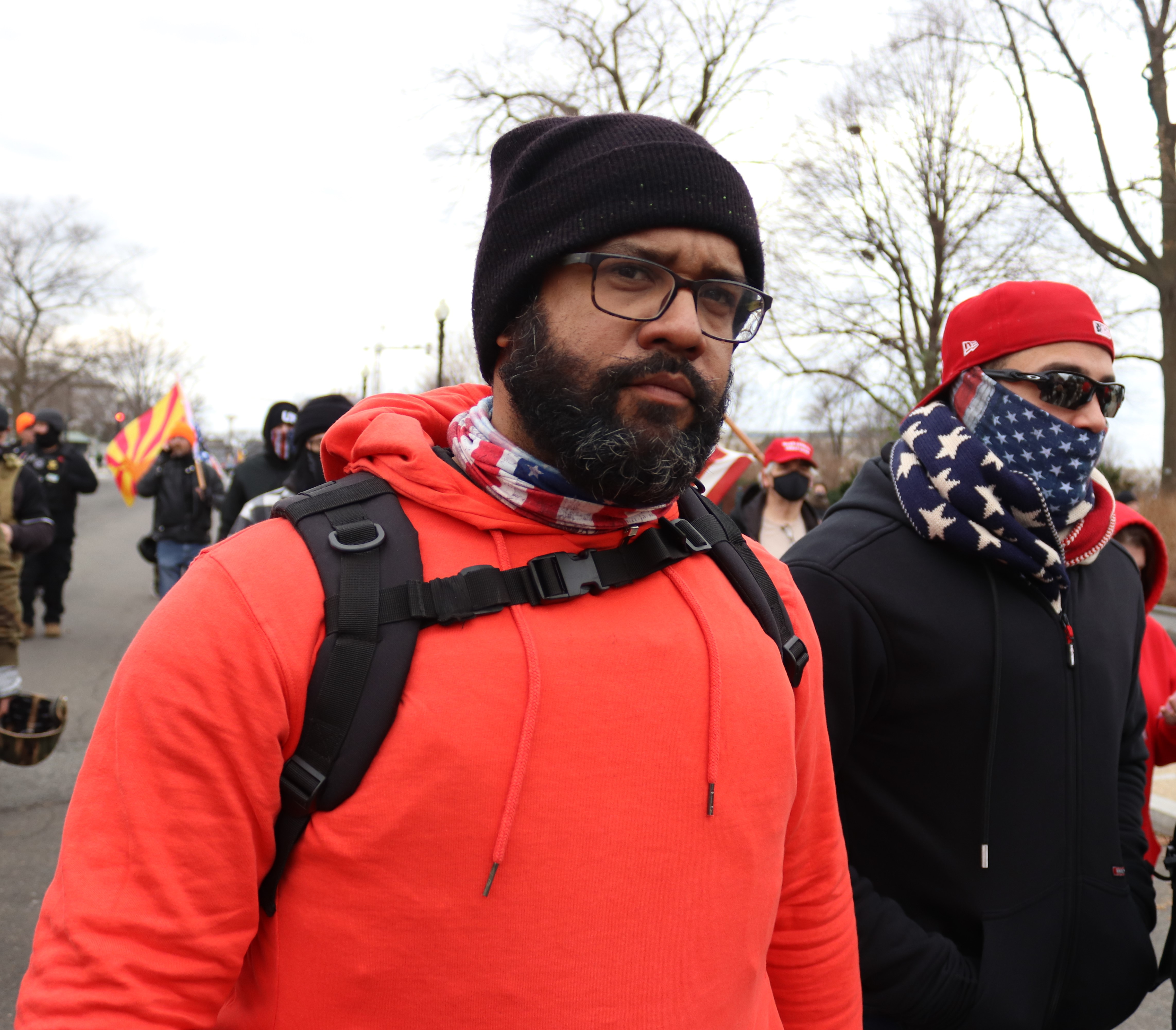
Louis Enrique Colon nei pressi del Campidoglio prima dell'assalto.

Luis Enrique Colon, un 45enne residente a Blue Springs, Missouri, si è dichiarato colpevole nel Distretto di Columbia di aver ostacolato le forze dell'ordine durante un disordine civile. Colon è stato originariamente accusato nel febbraio 2021 insieme altri cinque membri della sezione dei Proud Boys di Kansas City, Missouri, per il loro presunto ruolo nell'attacco al Campidoglio degli Stati Uniti il 6 gennaio 2021. Il gruppo di sei persone è stato incriminato per cospirazione e accusato di aver cospirato per di ostruire il procedimento congressuale e di altre accuse correlate.
Nel patteggiare, Colon ha dichiarato di essere un membro di primo grado dei Proud Boys e che lui e i suoi coimputati si sono recati a Washington, D.C., con Colon e un altro imputato che hanno portato armi da fuoco nel loro veicolo fino a Washington. Una volta giunto a Washington, il 5 gennaio, Colon acquistò e modificò il manico di un'ascia "per usarlo sia come bastone da passeggio che come arma". Nella dichiarazione di reato di Colon si legge che lui e i suoi coimputati sono entrati illegalmente nell'edificio del Campidoglio e hanno ostacolato gli sforzi delle forze dell'ordine per chiudere una serie di porte retrattili all'interno del Campidoglio. I coimputati di Colon si sono dichiarati non colpevoli e i loro casi sono pendenti nel Distretto di Columbia.

##### Alex Furman
Alex Furman, vice-presidente dei Proud Boys della sezione di Saint Louis, ex-contrabbandiere di droga e politico, è stato un candidato del Libertarian Party della contea di Saint Luis. Il tema della campagna di Furman era, come descritto da lui, il «"Based Libertarianism" (libertarismo basato)» cioè «un'etica dura e antigovernativa, molto rigida», aggiungendo «L'aspetto positivo della piattaforma dei Proud Boys è che è fondamentalmente anarchica. Porre fine al governo, abolire la prigione.»

### Capitoli regionali

#### Proud Boys Canada
In seguito all'assalto al Campidoglio degli Stati Uniti, i capitoli di Ottawa e Manitoba sono stati chiusi. Il 2 maggio 2021, Proud Boys Canada ha annunciato sul canale Proud Boys USA su Telegram di essersi "sciolto ufficialmente".

#### Proud Boys Israel
Proud Boys Israel è il gruppo locale israeliano dei Proud Boys guidato da vari membri di fede ebraica.

## Cause legali

### Querela SPLC
Sebbene avesse presumibilmente tagliato i suoi legami con i Proud Boys entro novembre 2018, dimettendosi da presidente, McInnes ha intentato una causa per diffamazione nel febbraio 2019 contro il Southern Poverty Law Center (SPLC) presso il tribunale federale in Alabama sulla designazione da parte di SPLC dei Proud Boys come gruppo di "odio generale". L'SPLC ha preso la causa "come un complimento" e un'indicazione che "stiamo facendo il nostro lavoro". Sul suo sito web, SPLC ha detto che "McInnes gioca un gioco retorico duplicato: rifiutare il nazionalismo bianco e, in particolare, il termine 'alt-right' mentre sposa alcuni dei suoi principi centrali" e i leader pubblicano regolarmente meme nazionalisti bianchi e mantengono affiliazioni con noti estremisti. Sono noti per la retorica anti-musulmana e misogina. I Proud Boys sono apparsi insieme ad altri gruppi di odio in raduni estremisti come il raduno a Charlottesville". Oltre alla diffamazione, McInnes ha sostenuto una tortuosa interferenza con vantaggio economico, "falsa invasione della privacy" e "favoreggiamento della discriminazione sul lavoro". Il giorno dopo aver intentato la causa, McInnes annunciò di essere stato riassunto dal gruppo mediatico canadese di estrema destra The Rebel Media. La SPLC ha presentato una mozione per archiviare la causa nel luglio 2019.

### Causa federale di maggio 2019
Il 17 maggio 2019, Bill Burke dell'Ohio ha intentato una causa da 3 milioni di dollari contro i Proud Boys, Kessler e molte altre persone e gruppi associati alla manifestazione Unite the Right. Burke è stato gravemente ferito nell'attacco automobilistico di Charlottesville dell'agosto 2017 che ha seguito l'evento. La denuncia iniziale di 64 pagine afferma che le parti citate "hanno cospirato per pianificare, promuovere e realizzare gli eventi violenti a Charlottesville". Secondo Burke, le sue lesioni fisiche e mentali hanno portato a "gravi sofferenze psicologiche ed emotive".

## Controversie

### Infiltrati razzisti
Vari ex-membri gruppo, tra cui Kyle Chapman, Augustus Sol Invictus, Chris Hood hanno promosso il razzismo all'interno del gruppo. ADL ha evidenziato anche che l'ex-leader del gruppo locale Proud Boys in Indiana, Brien James, era un ex-neonazista e cofondatore del Vinlanders Social Club. L'attivista Daryle Lamont Jenkins ha affermato che Brien James "potrà non essere sotto lo stendardo dei Proud Boys, ma sicuramente farà uso dello slancio che i Proud Boys hanno avuto".

### Ordine fraterno degli Alt-Knights e il tentato golpe di Chapman
Nel 2017, Kyle Chapman, soprannominato "Based Stickman" dopo le proteste di Berkeley del 2017, ha formato un gruppo razzista chiamato Fraternal Order of the Alt-Knights (FOAK). Augustus Sol Invictus ha agito come secondo in comando del FOAK fino a quando non ha lasciato il gruppo.
Kyle Chapman ha affermato di essersi iscritto ai Proud Boys per guidarli in una direzione suprematista bianca e antisemita. Chapman è stato solo brevemente affiliato con i Proud Boys nel 2017. Ha lasciato l'organizzazione lo stesso anno per iniziare "una sua cosa" disse Tarrio. Anti-Defamation League ha riportato che Chapman ha tentato un golpe all'interno dei Proud Boys, dichiarando:
(Kyle Chapman)
In seguito Chapman cercò di ricongiungersi ai ranghi dei Proud Boys, ma la sua iscrizione è stata negata da Tarrio, commentando: "Penso che sia da lì che provenga la sua rabbia".
Su Telegram, Chapman ha scritto numerosi messaggi che attaccano la leadership di Tarrio. Il 9 novembre, ha condiviso un messaggio in cui affermava che il gruppo si sarebbe dovuto chiamare come "Proud Goys". Goy si riferisce a un termine ebraico per non ebrei che è stato usato da alcuni per simboleggiare il loro antisemitismo.
Chapman ha anche affermato che il gruppo non dovrebbe consentire più ai membri neri o gay di entrare nei suoi ranghi.
Augustus Sol Invictus, è stato candidato senatore per la Florida del Partito Libertario, in seguito è stato espulso dal partito per affiliazione a gruppi politici identitari sostenitori della supremazia bianca.

## Simbolismo

### Abbigliamento
I membri dei Proud Boys possono essere identificati dal loro uso di polo Fred Perry nere e gialle, bandiere americane, cappelli Make America Great Again (MAGA) e armature militari. I membri spesso portano pistole o coltelli. 

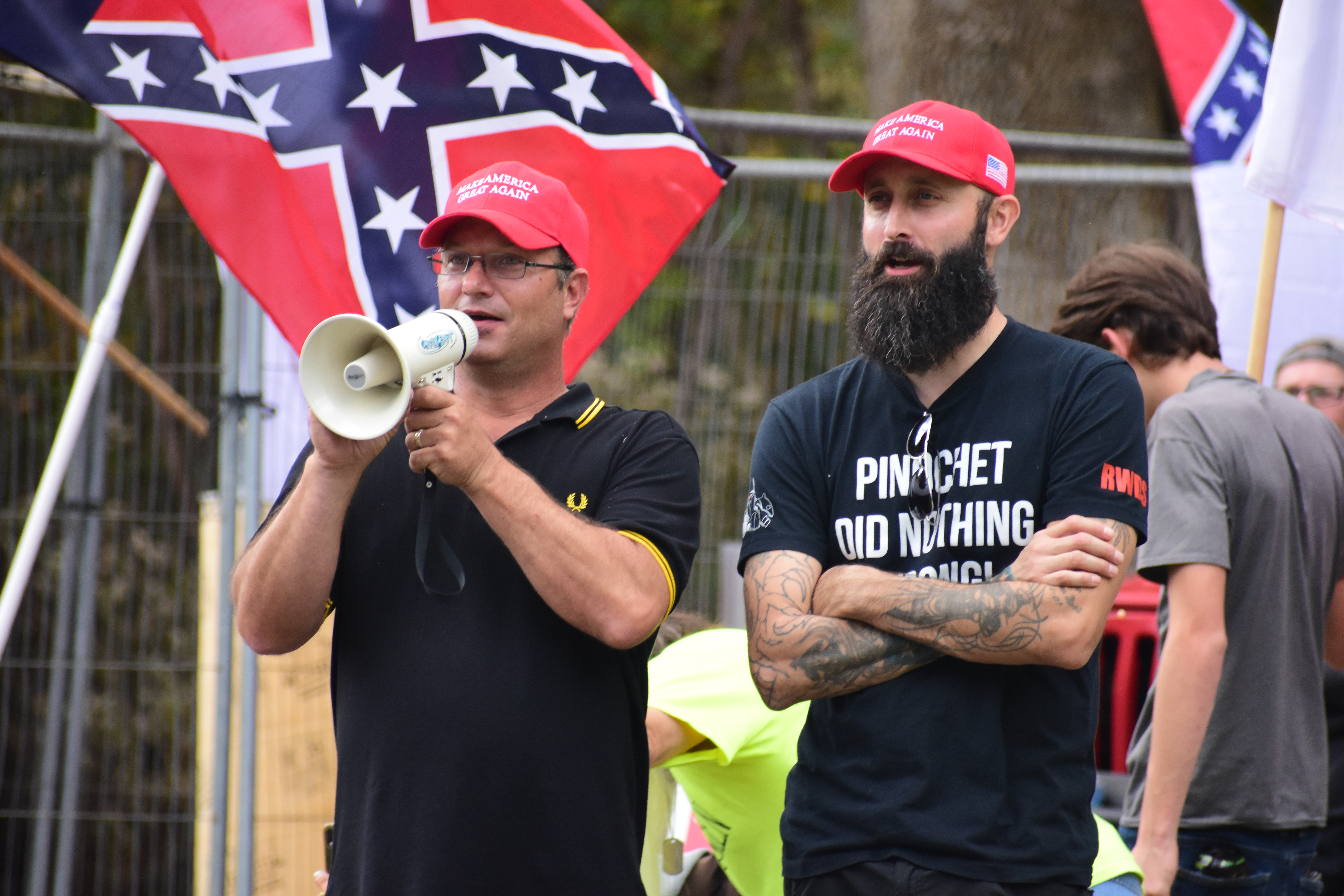
Due uomini con una polo Fred Perry e un cappello MAGA a un raduno neo-confederato nel 2019

### Associazione con l'abbigliamento Fred Perry
Sin dai primi giorni del gruppo, i Proud Boys hanno indossato polo Fred Perry gialle e nere su suggerimento di McInnes. I responsabili del marchio, che era stato precedentemente associato negativamente agli skinhead e al British National Front negli anni '70, hanno rilasciato diverse dichiarazioni pubbliche prendendo le distanze dalle convinzioni dei Proud Boys e invitando i membri a smettere di indossare i loro vestiti.
Nel 2017, l'amministratore delegato di Fred Perry, John Flynn ha denunciato l'affiliazione con i Proud Boys in una dichiarazione alla CBC Radio, dicendo: "Non sosteniamo gli ideali o il gruppo di cui parli. È contrario alle nostre convinzioni". Le magliette non sono state vendute negli Stati Uniti da settembre 2019. A settembre 2020, il rivenditore ha annunciato che non le venderà negli Stati Uniti fino a quando l'associazione con Proud Boys non sarà terminata.

### Cappelli MAGA
I Proud Boys indossano comunemente cappelli MAGA rossi alle manifestazioni, spesso insieme alle polo nere di Fred Perry.

### 6MWE
"6MWE" è uno slogan antisemita apparso sulla maglietta di un membro dei Proud Boys e indica l'acronimo di "6 million wasn't enough" (6 milioni non erano abbastanza) in riferimento alle vittime ebraiche della Shoah. Lo slogan appare spesso accompagnato da simboli della Repubblica Sociale Italiana. The Forward (formalmente conosciuto come The Jewish Daily Forward), ha smentito la dichiarazione che la foto in cui appare questa maglietta antisemita sia stata scattata durante le proteste del 6 gennaio 2021 ma che risalisse in realtà ad una precedente manifestazione dei Proud Boys tenutasi a Capitol Hill nel dicembre del 2020.

### Annotazioni
1. ↑  Le donne non possono essere membri dei Proud Boys. Tuttavia, questo non ha impedito alle donne di essere coinvolte nell'organizzazione. Nel 2016 è stata istituita un'iniziativa parallela chiamata Proud Boys Girls. cfr. (EN) Roxana Hegeman, Woman charged in Capitol melee says Proud Boys recruited her, su abcnews.go.com.
2. ↑  Per i risultati elettorali vedi: https://www.sos.mo.gov/CMSImages/ElectionResultsStatistics/All_Results_2020_Primary_8_4_2020.pdf
3. ↑  Il termine "anarchico" è usato negli ambienti libertari di destra per indicare l'anarcocapitalismo.

### Fonti
1. ↑  (EN) 20211123 Proud Boys Letter.pdf (PDF), su january6th.house.gov.
2. ↑  (EN) THOMPSON v. TRUMP et al 1:2021cv00400, su dockets.justia.com.
3. ↑  (EN) Church, Civil Rights Group Suing Proud Boys Over Theft, Vandalism Of BLM Signs, su npr.org.
4. ↑  (EN) House Panel Investigating Capitol Attack Subpoenas Proud Boys and Oath Keepers, su pressnewsagency.org.
5. ↑  (EN) Proud Boys Sued Over Attack on Black Church in DC, su courthousenews.com.
6. ↑  (EN) Proud Boys, Oath Keepers leaders subpoenaed by House Jan. 6 committee, su fox26houston.com.
7. 1 2   Proud Boys International L.L.C. :: Texas (US) :: OpenCorporates, su opencorporates.com. URL consultato il 30 agosto 2022.
8. ↑  (EN) Explainer: President Trump asked the Proud Boys to 'stand by.' Who are they?, in Reuters, 30 settembre 2020. URL consultato il 30 agosto 2022.
9. ↑  (EN) Stanford University, Mapping Militant Organizations. “Proud Boys.”, su cisac.fsi.stanford.edu. URL consultato il 7 marzo 2023.
10. ↑  (EN) Proud Boys | ADL, su adl.org. URL consultato il 30 agosto 2022.
11. ↑  (EN) Proud Boys and antifa - who are they and what do they want?, in BBC News, 30 settembre 2020. URL consultato il 30 agosto 2022.
12. 1 2  (EN) Bulent Kenes, The Proud Boys: Chauvinist poster child of far-right extremism (PDF), European Center for Populism Studies,  p. 11.
13. 1 2   Samantha Kutner, Swiping Right: The Allure of Hyper Masculinity and Cryptofascism for Men Who Join the Proud Boys, International Centre for Counter-Terrorism: 1, 2020.
14. 1 2 3  (EN) Proudboys, su adl.org. URL consultato il 9 novembre 2020.
15. ↑  (EN) Proud Boys, su Anti-Defamation League. URL consultato il 27 novembre 2021.
16. ↑  (EN) Michael Barbaro, Rob Szypko e Mooj Zadie, The Proud Boys’ Path to Jan. 6, in The New York Times, 9 giugno 2022. URL consultato il 30 agosto 2022.
17. ↑  (EN) Dueling demonstrators clash violently in Portland; shots fired near downtown protest, su Anchorage Daily News. URL consultato il 25 novembre 2021.
18. 1 2  (EN) 'Proud Boys' back in Canada military after crashing indigenous ceremony, su bbc.com. URL consultato il 9 novembre 2020.
19. ↑   Proud Boys: who are the far-right group that backs Donald Trump?, su theguardian.com. URL consultato il 9 novembre 2020.
20. ↑  (EN) Portland residents felt 'abandoned' by police during clash, su AP NEWS, 27 agosto 2021. URL consultato il 25 novembre 2021.
21. ↑  (EN) Ali Swenson, Officials douse rumors of far-right Proud Boys, far-left Antifa setting fires in Oregon, su Statesman Journal. URL consultato il 25 novembre 2021.
22. ↑  (EN) Proud Boys, su Southern Poverty Law Center. URL consultato il 30 agosto 2022.
23. ↑  (EN) Proud Boys’ Bigotry is on Full Display, su Anti-Defamation League. URL consultato il 19 dicembre 2021.
24. ↑  (EN) The Swag Shop of the Far Right, su slate.com. URL consultato il 9 novembre 2020.
25. 1 2  (EN) Ottawa man skips arraignment in U.S. for assault, hate crimes, su canoe. URL consultato il 30 agosto 2022.
26. ↑  (EN) Proud Boys, The GOP And 'The Fascist Creep', su HuffPost, 18 ottobre 2018. URL consultato il 30 agosto 2022.
27. ↑   Hannah Rabinowitz and Holmes Lybrand CNN, Video released of Oath Keepers, Proud Boys leaders meeting 24 hours before January 6 attack, su CNN. URL consultato il 30 agosto 2022.
28. ↑  (EN) Jacob Shamsian, An Oath Keepers member bragged about organizing an 'alliance' with other far-right groups ahead of the Capitol riot, court filings say, su Insider. URL consultato il 30 agosto 2022.
29. ↑   Proud Boys charged with seditious conspiracy in Capitol riot - OPB, su web.archive.org, 7 giugno 2022. URL consultato il 30 agosto 2022 (archiviato dall'url originale il 7 giugno 2022).
30. ↑  (EN) Video showing ex-Trump adviser Roger Stone taking Proud Boys oath played at hearing, su The Independent, 13 luglio 2022. URL consultato il 30 agosto 2022.
31. ↑  (EN) Will Carless, How a Trump booster group helped the head of extremist Proud Boys gain access to the White House, su USA TODAY. URL consultato il 30 agosto 2022.
32. ↑  (EN) Zachary Petrizzo, Mike Lindell's South Dakota rally: Proud Boys, Joe Piscopo and a can't-miss investment, su Salon, 11 maggio 2021. URL consultato il 24 ottobre 2022.
33. ↑  (EN) Who Are the Proud Boys and Why Are They Banned from Social Media Platforms?, su FOX40, 9 maggio 2019. URL consultato il 27 novembre 2021.
34. ↑   Evan Perez, Katelyn Polantz and Mallory Simon CNN, New charges allege Proud Boys prepped for Capitol insurrection, su CNN. URL consultato il 19 dicembre 2021.
35. ↑   Il Canada ha classificato i Proud Boys come gruppo terroristico, su Il Post, 3 febbraio 2021. URL consultato il 3 febbraio 2021.
36. ↑   Designation of Two Terrorist Entities - 2022-go2465 - New Zealand Gazette, su gazette.govt.nz. URL consultato il 30 agosto 2022.
37. ↑  (EN) David D. Kirkpatrick e Alan Feuer, Police Shrugged Off the Proud Boys, Until They Attacked the Capitol, in The New York Times, 14 marzo 2021. URL consultato il 7 marzo 2023.
38. ↑  (EN) Bulent Kenes, The Proud Boys: Chauvinist poster child of far-right extremism (PDF), European Center for Populism Studies,  p. 10.
39. ↑  (EN) Bulent Kenes, The Proud Boys: Chauvinist poster child of far-right extremism (PDF), European Center for Populism Studies,  p. 23.
40. ↑   Accept Terms and Conditions on JSTOR, su jstor.org. URL consultato il 27 novembre 2021.
«Under fundamentalism, gender equality is
suppressed by anti-feminist rhetoric and coded terms e.g. western chauvinism as code
for white, multiculturalism reinterpreted as White genocide, and caustic labels given to
feminists and civil rights activists to mark them as opposition.»
41. ↑  (EN) Samantha Kutner, Take the Redpill: Understanding the Allure of Conspiratorial Thinking Among Proud Boys, su Georgetown Journal of International Affairs, 7 settembre 2020. URL consultato l'8 settembre 2022.
«The Proud Boys as a Multi-Racial White Supremacist Organization»
42. ↑  (EN) The Proud Boys, su Political Research Associates. URL consultato l'8 settembre 2022.
43. ↑  (EN) Alexandra Hall, Proud Boys 'embrace Western values,’ reject feminism, political correctness, su WisconsinWatch.org, 26 novembre 2017. URL consultato il 19 settembre 2022.
44. 1 2  (EN) Proud Boys, su Anti-Defamation League. URL consultato il 27 novembre 2021.
«At the same time, McInnes was becoming increasingly overt in his xenophobia and racism, telling the New York Times in 2003 that, “I love being white and I think it's something to be very proud of. I don't want our culture diluted. We need to close the borders now and let everyone assimilate to a Western, white, English-speaking way of life.”»
45. 1 2  (EN) Gavin McInnes cuts ties with the Proud Boys, su The Daily Dot, 22 novembre 2018. URL consultato il 27 novembre 2021.
46. ↑  (EN) DARPA, Extremism and Insider Threat in the DoD,  pp. 11-13.
47. ↑  (EN) Simon Houpt, Everything inside Gavin McInnes, in The Globe and Mail, 18 agosto 2017. URL consultato il 27 novembre 2021 (archiviato dall'url originale il 22 agosto 2017).
48. ↑  (EN) Jane Coaston, The Proud Boys, explained, su Vox, 15 ottobre 2018. URL consultato il 27 novembre 2021 (archiviato dall'url originale il 17 ottobre 2018).
49. ↑  (EN) Nicole Disser, Gavin McInnes and His ‘Proud Boys’ Want to Make Men Great Again, su bedfordandbowery.com, 28 luglio 2016. URL consultato il 3 dicembre 2021 (archiviato dall'url originale il 9 febbraio 2019).
50. ↑  (EN) Leader of Proud Boys also leads grassroots group Latinos for Trump, su edition.cnn.com. URL consultato il 9 novembre 2020.
51. ↑  (EN) What Is Antifa? Anti-Fascist Protesters Draw Attention After Charlottesville, su Time. URL consultato il 27 novembre 2021.
52. ↑  (EN) Jason Kessler, su Southern Poverty Law Center. URL consultato il 27 novembre 2021.
53. ↑  (EN) Proud Boys, su Southern Poverty Law Center. URL consultato il 27 novembre 2021.
54. ↑  (EN) Two members of Proud Boys convicted in New York City brawl with antifa, su NBC News. URL consultato il 27 novembre 2021.
55. ↑  (EN) Justice for Liberty, su justiceforliberty.com. URL consultato il 27 novembre 2021 (archiviato dall'url originale il 27 novembre 2021).
56. ↑   The FBI says the Proud Boys are not an extremist group after all, su washingtonpost.com.
57. ↑  (EN) Pervaiz Shallwani,Kelly Weill, NYPD Looks to Charge 9 Proud Boys With Assault for Manhattan Fight, in The Daily Beast, 15 ottobre 2018. URL consultato il 7 settembre 2022.
58. ↑   Anti-Fascist Protesters Clash With 'Proud Boys' As Gavin McInnes Speaks At NYU: Gothamist, su web.archive.org, 20 marzo 2017. URL consultato il 7 settembre 2022 (archiviato dall'url originale il 20 marzo 2017).
59. ↑   Village Voice, Gavin McInnes Wants You to Know He’s Totally Not a White Supremacist, su The Village Voice, 15 febbraio 2017. URL consultato il 7 settembre 2022.
60. ↑  (EN) Alan Feuer e Jeremy W. Peters, Fringe Groups Revel as Protests Turn Violent, in The New York Times, 3 giugno 2017. URL consultato il 7 settembre 2022.
61. ↑  (EN) Meet the neo-Nazi coming to put up white pride posters on your campus, su The Tab US, 15 febbraio 2017. URL consultato il 7 settembre 2022.
62. ↑  (EN) Specter of election day violence looms as Trump spurs vigilante poll watchers, su the Guardian, 5 novembre 2016. URL consultato il 7 settembre 2022.
63. ↑  (EN) Berkeley prepares for clashes between Ann Coulter supporters and opponents, su Los Angeles Times. URL consultato il 7 settembre 2022.
64. ↑  (EN) For many at violent Berkeley rally, it wasn't really about Trump or free speech: They came to make trouble, su Los Angeles Times, 18 aprile 2017. URL consultato il 7 settembre 2022.
65. 1 2 3  (EN) Center for International Security and Cooperation (CISAC), Mapping Militant Organizations. “Proud Boys.”, Stanford University, gennaio 2022.
66. ↑  (EN) Gaby Del Valle, Real American terrorists, su The Outline. URL consultato il 7 settembre 2022.
67. ↑  (EN) Simon Houpt, Vice co-founder Gavin McInnes’s path to the far-right frontier, in The Globe and Mail, 18 agosto 2017. URL consultato il 7 settembre 2022.
68. ↑  (EN) Condé Nast, Living Next Door to a White Supremacist, su The New Yorker, 23 agosto 2017. URL consultato il 7 settembre 2022.
69. ↑  (EN) Patrick Strickland, Car ramming hits march against Virginia far-right rally, su aljazeera.com. URL consultato il 7 settembre 2022.
70. ↑  (EN) Who are the alt-right leaders and provocateurs addressing the Charlottesville white nationalist rally?, su Newsweek, 12 agosto 2017. URL consultato il 7 settembre 2022.
71. ↑  (EN) Dara Lind, Unite the Right, the violent white supremacist rally in Charlottesville, explained, su Vox, 12 agosto 2017. URL consultato il 7 settembre 2022.
72. ↑  (EN) Leighton Akio Woodhouse, After Charlottesville, The American Far Right Is Tearing Itself Apart, su The Intercept. URL consultato il 7 settembre 2022.
73. ↑  (EN) 'Proud Boys' back in Canada military after crashing indigenous ceremony, in BBC News, 31 agosto 2017. URL consultato il 7 settembre 2022.
74. ↑  (EN) Proud Boys and antifa: When a right-wing activist met a left-wing anti-fascist, in BBC News, 8 marzo 2019. URL consultato il 7 settembre 2022.
75. ↑  (EN) Portland far-right rally: police charge counterprotesters with batons drawn, su the Guardian, 5 agosto 2018. URL consultato il 7 settembre 2022.
76. ↑  (EN) Protesters clash in Patriot Prayer demonstration on Vancouver waterfront, su The Columbian. URL consultato il 7 settembre 2022.
77. ↑   Portland prepares for right-wing, anti-fascist rallies | The Sacramento Bee, su web.archive.org, 4 agosto 2018. URL consultato il 7 settembre 2022 (archiviato dall'url originale il 4 agosto 2018).
78. ↑  (EN) MAGA Mayhem Fractures a Man’s Skull, as Right-Wing Marchers Test the Limits of Free Speech in Portland, su Willamette Week. URL consultato il 7 settembre 2022.
79. ↑  (EN) 'No to Marxism' Rally Planned In Berkeley, su Berkeley, CA Patch, 3 agosto 2018. URL consultato il 7 settembre 2022.
80. ↑  (EN) Who are the Proud Boys, 'western chauvinists' involved in political violence?, su the Guardian, 14 luglio 2018. URL consultato il 7 settembre 2022.
81. ↑  (EN) Alan Feuer, Proud Boys Founder: How He Went From Brooklyn Hipster to Far-Right Provocateur, in The New York Times, 16 ottobre 2018. URL consultato il 7 settembre 2022.
82. ↑  (EN) Merrit Kennedy, Proud Boys Founder Files Defamation Lawsuit Against Southern Poverty Law Center, in NPR, 5 febbraio 2019. URL consultato il 7 settembre 2022.
83. ↑  (EN) Proud Boys founder Gavin McInnes quits 'extremist' far-right group, su the Guardian, 22 novembre 2018. URL consultato il 7 settembre 2022.
84. ↑  (EN) Colin Moynihan e Ali Winston, Far-Right Proud Boys Reeling After Arrests and Scrutiny, in The New York Times, 23 dicembre 2018. URL consultato il 7 settembre 2022.
85. 1 2  (EN) Will Sommer, Proud Boys Rally Rocked by Sex, Cocaine Allegations, in The Daily Beast, 5 luglio 2019. URL consultato il 7 settembre 2022.
86. ↑  (EN) Peter Hermann, Peter Jamison, Hannah Natanson e Clarence Williams, Right-wing rally triggers skirmishes with antifa protesters as D.C. police work to prevent violence, in The Washington Post, 6 luglio 2019.
87. ↑  (EN) Olivia Sanchez, Far-right extremists Proud Boys outnumbered by counter-protesters at Washington, DC, rally, su USA TODAY. URL consultato il 7 settembre 2022.
88. ↑  (EN) Will Sommer, Proud Boys’ D.C. Free-Speech Rally Goes Off With a Whimper, in The Daily Beast, 6 luglio 2019. URL consultato il 7 settembre 2022.
89. ↑  (EN) Third Member of Conspiracy Involving Proud Boys Members Arrested in Connection to Jan. 6 Capitol Breach, su justice.gov, 23 aprile 2021. URL consultato il 25 ottobre 2021.
90. ↑  (EN) Thomas McBee, A Sociological Investigation of #NoWanks, su The Cut, 14 dicembre 2018. URL consultato il 30 marzo 2021.
91. ↑  (EN) Lux Alptraum, Why Are The Proud Boys So Obsessed With Masturbation?, in Medium, 19 ottobre 2018. URL consultato il 30 marzo 2021.
92. ↑  (EN) Will Sommer, New Proud Boy Rules: Less Fighting, Less Wanking, in The Daily Beast, 27 novembre 2018. URL consultato il 30 marzo 2021.
93. ↑   Samantha Kutner, Swiping Right: The Allure of Hyper Masculinity and Cryptofascism for Men Who Join the Proud Boys, in International Centre for Counter-Terrorism, 29 maggio 2020.
94. 1 2  (EN) Kelly Weill, The Post-Election Proud Boys Meltdown Is Here, and It's Ugly, in The Daily Beast, 11 novembre 2020. URL consultato il 19 dicembre 2021.
95. 1 2 3 4  (EN) Proud Boys’ Bigotry is on Full Display, su Anti-Defamation League. URL consultato il 25 novembre 2021.
96. ↑  (EN) GW Estremism Tracker, The Proud Boys, National Counterterrorism Innovation, Technology, and Education Center (NCITE), giugno 2022,  p. 2.
«Legal Proceedings, Enrique Tarrio»
97. ↑  (EN) GW Estremism Tracker, The Proud Boys, National Counterterrorism Innovation, Technology, and Education Center (NCITE), giugno 2022,  p. 2.
«Legal Proceedings, Micajah Jackson»
98. ↑  (EN) GW Estremism Tracker, The Proud Boys, National Counterterrorism Innovation, Technology, and Education Center (NCITE), giugno 2022,  pp. 2-3.
«Legal Proceedings, Jeffrey Finley»
99. ↑  (EN) GW Estremism Tracker, The Proud Boys, National Counterterrorism Innovation, Technology, and Education Center (NCITE), giugno 2022,  p. 3.
«Legal Proceedings, Ricky Willden»
100. ↑   Charles Donohoe arrested on March 17, 2021, in Sedition Tracker. URL consultato il 7 settembre 2022.
101. ↑  (EN) GW Estremism Tracker, The Proud Boys, National Counterterrorism Innovation, Technology, and Education Center (NCITE), giugno 2022,  p. 3.
«Legal Proceedings, Charles Donohoe»
102. ↑  (EN) GW Estremism Tracker, The Proud Boys, National Counterterrorism Innovation, Technology, and Education Center (NCITE), giugno 2022,  pp. 3-4.
«Legal Proceedings, Timothy O’Malley»
103. ↑  (EN) GW Estremism Tracker, The Proud Boys, National Counterterrorism Innovation, Technology, and Education Center (NCITE), giugno 2022,  p. 4.
«Legal Proceedings, Barry Ramey»
104. ↑  (EN) Judy L. Thomas e Luke Nozicka, Three KC Proud Boys in tactical gear conspired to carry out Capitol riot, feds, in The Kansas City Star, 11 febbraio 2021.
105. ↑  (EN) GW Estremism Tracker, The Proud Boys, National Counterterrorism Innovation, Technology, and Education Center (NCITE), giugno 2022,  p. 4.
«Legal Proceedings, Luis Enrique Colon»
106. ↑  (EN) Alex Furman, su Ballotpedia. URL consultato l'8 settembre 2022.
107. ↑  (EN) Candidates, su Missouri Libertarian Party. URL consultato l'8 settembre 2022.
108. ↑  (EN) Missouri congressional candidate Alex Furman, su ksdk.com, 12:30 PM CDT September 10, 2020. URL consultato l'8 settembre 2022.
109. ↑  (EN) Danny Wicentowski, He Was a Drug Smuggler. Now He's a Proud Boy Running Against Cori Bush, su Riverfront Times. URL consultato l'8 settembre 2022.
110. ↑  (EN) Your ballot: Alex Furman in the Missouri District 1 US congressional race, su FOX 2, 29 settembre 2020. URL consultato l'8 settembre 2022.
111. ↑   Currently listed entities, su publicsafety.gc.ca.
112. ↑  (EN) Manitoba Proud Boys disband following Jan. 6 violence at U.S. Capitol | Globalnews.ca, su Global News. URL consultato il 20 novembre 2021.
113. ↑  (EN) Jennifer Yang, Proud Boys Canada ‘officially dissolved,’ group says, after Ottawa labelled it a terrorist organization, in The Toronto Star, 2 maggio 2021. URL consultato il 20 novembre 2021.
114. ↑  (EN) Molly Boigon, There’s a Proud Boys chapter in Israel, su The Forward. URL consultato il 25 ottobre 2021.
115. ↑  (EN) Brien James, su Southern Poverty Law Center. URL consultato il 26 novembre 2021.
116. ↑  (EN) E. J. Dickson, E. J. Dickson, The Rise and Fall of the Proud Boys, su Rolling Stone, 15 giugno 2021. URL consultato il 25 novembre 2021.
117. 1 2   Andrew Boryga, Trump supporters — including Proud Boys — plan Million MAGA March in Washington, su sun-sentinel.com. URL consultato il 25 ottobre 2021.
118. ↑  (EN) Florida Senate Candidate Bears Any Burden for the Libertarian Party, su Reason.com, 7 novembre 2016. URL consultato il 25 novembre 2021.
119. ↑   Okay Hand Gesture Racist Hand Signs, su adl.org.
120. ↑  (EN) Is '6MWE' an Anti-Semitic Proud Boys Slogan?, su Snopes.com. URL consultato il 30 marzo 2021.
121. ↑  (EN) Proud Boys’ Bigotry is on Full Display, su Anti-Defamation League. URL consultato il 30 marzo 2021.
122. ↑  (EN) P. J. GrisarJanuary 8, 2021By twitter, Fact Check: The ‘6 Million Wasn’t Enough’ shirt wasn’t from the Capitol siege, su The Forward. URL consultato il 25 ottobre 2021.